# Grêmio Esportivo Renner
El Grêmio Esportivo Renner fue un equipo de fútbol de Brasil que jugó en el Campeonato Gaúcho, la primera división del estado de Río Grande del Sur y uno de los miembros fundadores de la Liga Atlética Porto Alegrense (LAPA).

## Historia
Fue fundado el 27 de julio de 1931 en Porto Alegre, la capital del estado de Río Grande del Sur por un grupo de funcionarios de Industrias Renner S/A encabezado por Victor Gottschold, Avelino Amaral y Apolinário Corrêa. En 1936 es uno de los equipos fundadores de la Liga Atlética Porto Alegrense (LAPA), aunque la abandonó al año siguiente para unirse a la Associação Metropolitana Gaúcha de Esportes Atléticos.
En 1944 logra por primera vez el ascenso al Campeonato Gaúcho como campeón de la segunda categoría estatal, logrando su mayor logro diez años después al ser campeón estatal por primera vez de manera invicta, rompiendo un dominio de los equipos grandes del estado Gremio de Porto Alegre y SC Internacional, aunque más tarde llega un periodo de crisis institucional, desapareciendo a nivel profesional en 1957 y permanentemente en 1959, siendo uno de los equipos de fútbol más destacados en el estado de Río Grande del Sur entre los años 1930 y años 1950.
El título estatal logrado por el club en 1954 ha sido de interés para crear un documental basado en ese hecho.

## Palmarés

### Estatal
- Campeonato Gaúcho: 1

1954
- Campeonato Gaúcho Serie B: 2

1942, 1944

### Municipal
- Campeonato de Porto Alegre: 2

1938, 1954

### Otros
- Torneo Extra de Porto Alegre: 1

1947
- Torneo Triangular de Porto Alegre: 1

1950
- Torneo de la Asociación de Cronistas Deportivos de Porto Alegre: 1

1956

## Jugadores

### Jugadores destacados
- Ênio Andrade
- Valdir de Moraes
- Breno Mello